# The Touch
Pour les articles homonymes, voir Touch.
Pour plus de détails, voir Fiche technique et Distribution.
The Touch est un court métrage américain réalisé par Jane Clark, sorti en 2007. 
Le film est une mise en image du poème The Touch (1906) de Renée Vivien (1877-1909).

## Fiche technique
- Titre : The Touch
- Réalisation : Jane Clark
- Scénario : Jane Clark, d'après un poème de Renée Vivien
- Producteur : Jane Clark, Cathy DeBuono, Bob Tourtellotte
- Société de production : FilmMcQueen
- Pays de production :  États-Unis
- Langue : anglais américain
- Genre : Drame, romance saphique
- Durée : 7 min 29 s
- Lieux de tournage : Los Angeles, Californie, États-Unis
- Dates de sortie :
  - États-Unis : 10 novembre 2007 au Northampton Independent Film Festival
  - France : 31 octobre 2008 au Festival du Film Cineffable de Paris

## Distribution
- Traci Dinwiddie : Renée
- Necar Zadegan : Kerime
- Elea Oberon : la femme dans le parc
- John W. McLaughlin : l'homme dans le parc